# 諾曼第翼龍屬
諾曼第翼龍是翼龍目翼手龍亞目的一個屬，生存於侏儸紀晚期的啟莫里階。
在1993年，Jean-Jacques Lepage在法國上諾曼地濱海塞納省的瑟堡-奧克特維爾海岸，發現一個翼龍類的頜部化石，長約10公分，屬於Argiles d'Octeville組地層。
在1998年，埃瑞克·比弗托（Eric Buffetaut）等人將這個化石命名為新屬，模式種是沃氏諾曼第翼龍（N. wellnhoferi）。屬名意為「來自諾曼第的頜部」；種名則是以古生物學家彼得·沃爾赫費爾（ Peter Wellnhofer）為名。
諾曼第翼龍的正模標本（編號MGCL 59'583）包含頭顱骨的左前部、下頜。口鼻部低矮而尖、稍微向上彎。上頜只有鼻孔之前的段落被保存下來，後段可發現骨質冠飾。諾曼第翼龍的上頜中央線有一個骨質高冠飾，邊緣有一個凹面，中間圓頂後逐漸下彎。之後段落沒有被保存下來，所以無法得知頭冠形狀。骨質冠飾可發現纖維的結構，顯示生前可能由角質覆蓋。諾曼第翼龍的頭冠形狀類似準噶爾翼龍，而且比德國翼龍的還大。
與其他翼龍類相比，諾曼第翼龍的牙齒較粗壯。前上頜骨每邊有5顆牙齒，上頜骨每邊有9顆以上牙齒、而齒骨每邊有至少14顆牙齒。由於頜部化石並非左右完整地保存下來，因此上頜骨、齒骨的數量並不明確。
諾曼第翼龍被命名時，被歸類於德國翼龍科，因為外形類似德國翼龍，而骨質冠飾類似準噶爾翼龍。在2006年，大衛·安文（David Unwin）提出諾曼第翼龍是準噶爾翼龍超科的原始物種。

## 外部連結
- Normannognathus（页面存档备份，存于） in The Pterosaur Database
- Normannognathus in The Pterosauria